# Юнико
Юнико (яп. ユニコ Yuniko) — персонаж аниме и манги, созданный Осаму Тэдзукой, маленький бело-голубой единорожек с красной челкой, волшебным белым рогом и смешными круглыми ушками. Юнико родился от прекраснейшей мамы-Единорога и отличался от всех своих братьев и сестер необыкновенным даром приносить счастье всем живым существам, которые его полюбят.
У Юнико много друзей по всему свету — с каждым связана какая-то история (о чём и повествует оригинальная манга). Но внимания в экранизациях «Юнико» удостоились лишь некоторые из них. К ним относятся Чертёнок (которому дали имя «Вельзевул» в американском дубляже), сиротливое дитя взрослого Чёрта, поселившееся на самом краю света, где нет ни единой живой души, Чао (которой дали имя «Кэти» в американской версии), маленькая кошка, которая мечтала превратиться в человека и стать ученицей ведьмы, чтобы познать азы настоящего колдовства, крошечная дочь Сфинкса (во втором фильме) и сердобольная девочка по имени Чери.

## Предыстория
Волшебная сила Юнико дарить счастье всем вокруг не осталась незамеченной. Боги увидели, что с Юнико скоро все люди на земле станут счастливыми, а это нарушит законы мироздания (ведь решать кому быть счастливым, а кому нет, следует им, богам, а вовсе не какому-то единорогу) — и они приказывают Фее Западного Ветра унести Юнико на холм Забвения — место, откуда никто никогда не возвращался. Но добрая Фея Западного Ветра жалеет малыша и решает спрятать его от гнева богов. Когда боги узнают о том, что Фея Западного Ветра их ослушалась, они приказывают Ведьме Ночного Ветра схватить Юнико и немедленно швырнуть на Холм Забвения. Чтобы защитить Юнико от богов и Ночного Ветра, Фея Западного Ветра вынуждена переносить маленького единорога из одного места в другое до тех пор, пока он не использует свою волшебную силу. Но так как на свете нет ни одного существа, которое бы не прониклось к Юнико симпатией, Фее приходится переносить его очень часто, стирая ему все воспоминания о приобретенных друзьях.
Впервые Юнико появился на комикс-стрипах Тэдзуки как символ борьбы за экологическую чистоту на планете. Оригинальная манга выходила в журнале от издательства Sanrio «Ририка» (Лирика) с 1976 по 1979 год, и затем переиздавалась в 1984 году в обучающем журнале для детей.

## Юнико в аниме

### Пилотный выпуск
В 1979 году, после того как вышла последняя глава манги, Юнико дебютировал в короткометражном (20 минут) аниме Kuroi Kumo Shiroi Hane («Черная туча, Белое Перо»), которое должно было стать пилотным эпизодом будущего сериала (предположительно в 26 серий) и вышло сразу в DTV формате. Сюжет крутится вокруг дружбы Юнико с маленькой девочкой по имени Чико, которая заболела из-за того что ей каждый день приходилось дышать воздухом загрязненным донельзя из-за Главной Фабрики её города. В конце эпизода Юнико излечивает её, превращаясь в большого единорога и уничтожая Главную Фабрику.

### Юнико (Невероятные приключения Юнико)
Хотя идея сделать сериал провалилась, Юнико все же вернулся на голубые экраны в 1981 году в полнометражке «Юнико» («Невероятные приключения Юнико» — в американском дубляже). Режиссёром выступил сам Осаму Тэдзука, а рисовать Юнико взялась студия Sanrio известная всему миру как родительница Hello Kitty
Премьера первого полнометражного анимационного фильма о Юнико состоялась 14 марта 1981 года в Японии. «Юнико» стало одним из немногих аниме в котором был использован жанр «мюзикла» в подражание диснеевским полнометражкам. Совместно с Тэдзукой режиссёром данного произведения выступил Тосио Хирата в дальнейшем взявшийся режиссировать Босоногого Гена . История рассказывает о самом первом путешествии Юнико после того как боги решили отправить его в изгнание, и о его первых друзьях, которым он подарил счастье — Чертёнке (который мечтал чтобы у него вырос рог как у взрослого Чёрта) и Чао/Кэти (которую он превращает в настоящую девочку).

### Персонажи
- Чертёнок (яп. 悪魔くん Akuma-kun) , «Вельзевул» в американском дубляже.

Чертёнок упорно отвергает все попытки Юнико подружиться с ним, но понимает что теперь, когда появилось существо считающее его своим другом, он больше не может быть таким одиноким. Настоящими друзьями они становятся когда Чертёнок бросается в воду чтобы спасти тонущего Юнико, хотя он прекрасно знает что морская вода смертельно опасна для него. После чудесного спасения из ревущих волн Юнико и Чертёнок крепко привязываются друг к другу, но Фея Западного Ветра вынуждена забрать Юнико, так как он сделал своего нового друга счастливым и боги сразу это заметили, послав вдогонку Ведьму Ночного Ветра.
- Чао (яп. チャオ Chao) , «Кэти» в американском дубляже.

Следующим другом Юнико становится Чао — маленькая чёрно-белая кошечка, которая мечтает о карьере ведьмы. Юнико и Чао встречают одинокую старенькую Бабушку, которую Чао ошибочно принимает за ведьму и думает что та обучит её колдовству и превратит в человека. Когда Юнико превращает Чао в настоящую девочку, Чао думает что это было Бабушкино колдовство (Юнико не разубеждает её в этом, надеясь что Чао будет помогать совершенно немощной Бабушке вести хозяйство в благодарность за это). Но Чао оказывается не по вкусу домашняя работа — как и все кошки она очень ленива и самовлюбленна. За что ей и приходится расстаться со своим новым обликом. Юнико раскрывает ей правду её превращения и Чао становится очень стыдно за своё поведение, и она пытается помочь Бабушке будучи маленьким котёнком. Чао вновь становится девочкой, когда она кидается спасать жизнь старушке, забыв о том что она всего лишь беспомощная кошечка.
Затем она встречается с таинственным «Хозяином леса» называющим себя «Лорд Фантом» который очаровывает простодушную Чао и приглашает её к себе в замок. Чао, оказавшись под воздействием ягод, заколдованных Лордом, покорно выполняет все его просьбы и напивается вином до бессознательного состояния. Юнико прилетает спасать её и видит истинное лицо «Лорда» который конечно никакой не Лорд и не хозяин леса, а кровожадный демон (Big Akuma). В манге дополнительно объясняется, что этот демон страдал манией кровожадности и ему доставляло удовольствие убийство невинных зверюшек. В Чао он распознал кошку с самого начала, и ему захотелось убить её особенно изощренным способом. В аниме нам этого не говорится — Лорд просто привязывает одурманенную Чао цепями к самой высокой башне замка, собираясь принести её в жертву.
Юнико (с помощью прилетевшего к другу Чертёнка) спасает Чао. Лорд открывает всем своё истинное обличье гигантского демона и убивает Юнико, отрубив ему рог. Но искренние слёзы друзей и рог Чёртенка, который тот отдает своему другу, воскрешают Юнико и он превращается в нечто среднее между Пегасом и Единорогом. Юнико убивает демона и освобождает лес от его гнета. В конце Фея Западного Ветра уносит Юнико от друзей навсегда. В манге дополнительно сообщается что Фея стерла ему всю память о произошедшем.

### Музыка
Все песни «Юнико» были исполнены певицей Ирукой, которая озвучивала роль Сказочницы (закадровый голос). Исключением стала только коротенькая Chao no Kuroneko no Uta (Песенка Чёрной Кошки Чао) исполненная сэйю Чао Кадзуко Сугиямой.
Остальные песни такие как Unico no Teema (Песня о Юнико), Hontou wa Sabishikute (песня представляющая нам Чертёнка), and Majo Neko Chao (Кошка-Ведьмочка Чао) были исполнены Ирукой. В английском дубляже перепетым песням изменили весь текст и даже смысл, а в финальной песне и вовсе вырезали вокал.

### Юнико на острове магии
Мами Сугино режиссировал второй полнометражный фильм о Юнико. На экраны «Остров Магии» вышел 16 июля 1983 года.
Сюжет повествует о приключениях Юнико после того как Фея Западного Ветра оставляет его на странном Острове, который называется Остров Магии. Юнико совсем ничего не помнит о своем прошлом, и вновь пытается найти себе друзей. Так он встречает добрую девочку Чери, чей брат поступил в услужение злому колдуну Куруку. Куруку мечтает превратить все живущее на этой земле в безмолвных кукол а затем взять командование над новоиспеченной армией бездушных марионеток.
Тоби (так зовут брата Чери) обладает волшебной флейтой, способной приманить любое живое существо и превратить его в покорную марионетку. После того как флейта Тоби превращает всю семью и знакомых Чери в марионеток, Юнико и Чери отправляются в путешествие к замку Куруку, чтобы найти и остановить безумного колдуна.
В своих странствиях они встречают старого Троянского Коня, который рассказывает им правду о прошлом Куруку — оказывается Куруку когда-то был куклой которую забыли и выбросили хозяева. Обида и ненависть Куруку стала настолько велика, что он ожил и стал бесчинствовать на Острове Магии.
Юнико осознает что Куруку — всего лишь одинокое всеми брошенное существо у которого никогда не было друзей, поэтому он становится в состоянии разбить его чары. Но поскольку ненависть Куруку — это единственное что делало его живым, он снова становится куклой, и Чери оставляет его у себя, обещав позаботиться о нём. Но как только на Острове воцаряется мир и счастье, Фея Западного Ветра вновь уносит Юнико подальше от гнева богов.
Примечательно, что в отличие от первого полнометражника, второй является не экранизацией манги, а самостоятельной историей.

### Спасая нашу хрупкую Планету
Юнико сыграл ведущую роль ещё в одном аниме. Им стала короткометражка «Спасая нашу хрупкую Планету», в музее Осаму Тэдзуки и в «Мире Осаму Тэдзуки» в Киото. Подобно самой первой короткометражке о Юнико «Спасая нашу хрупкую Планету» рассказывает нам об экологических проблемах нашей Земли.
Юнико, Астро Бой, и другие персонажи, созданные Тэдзукой отправляются в прошлое, чтобы сказать людям о том, что те избрали неверный путь обращения с природой Земли. Роли озвучили популярные сэйю — Юнико говорит голосом Акико Ядзимы, когда как в полнометражниках он был озвучен Кацуэ Мивой.

## Другие эпизоды с Юнико
- Юнико иногда появляется в сериале Black Jack.
- Также Юнико появлялся в ранней манге по Астро Бою, послужив для доктора Тенмы образцом к его новому изобретению — механическому единорогу.
- Юнико ещё можно увидеть в коротеньких моментах из игр, посвящённых Астро Бою на платформах Game Boy Color и Game Boy Advance